# Blade (próxima película)
Blade  es una próxima película de superhéroes estadounidense basada en el personaje del mismo nombre de Marvel Comics. Producida por Marvel Studios y distribuida por Walt Disney Studios Motion Pictures, está destinada a ser la película número 38 del Universo cinematográfico de Marvel (UCM) y el reboot de la serie de películas Blade. La película está  escrita por Eric Pearson y protagonizada por Mahershala Ali en el papel principal, junto a Mia Goth.
Marvel Studios recuperó los derechos cinematográficos de Blade en julio de 2011, después de la franquicia anterior de New Line Cinema. Después de que Ali se pusiera en contacto con Marvel Studios sobre el personaje, la película y su casting se anunciaron en julio de 2019. El desarrollo activo comenzó en 2020 y pasó por varios cineastas, incluidos los directores Bassam Tariq y Yann Demange, y hubo retrasos en los años siguientes. Pearson estaba reescribiendo el guion en junio de 2024, cuando Marvel estaba buscando un nuevo director.

## Reparto
- Mahershala Ali como Blade: Un "caminante diurno" mitad vampiro que caza vampiros[1]
- Mia Goth como Lilith[2]

## Producción

### Desarrollo

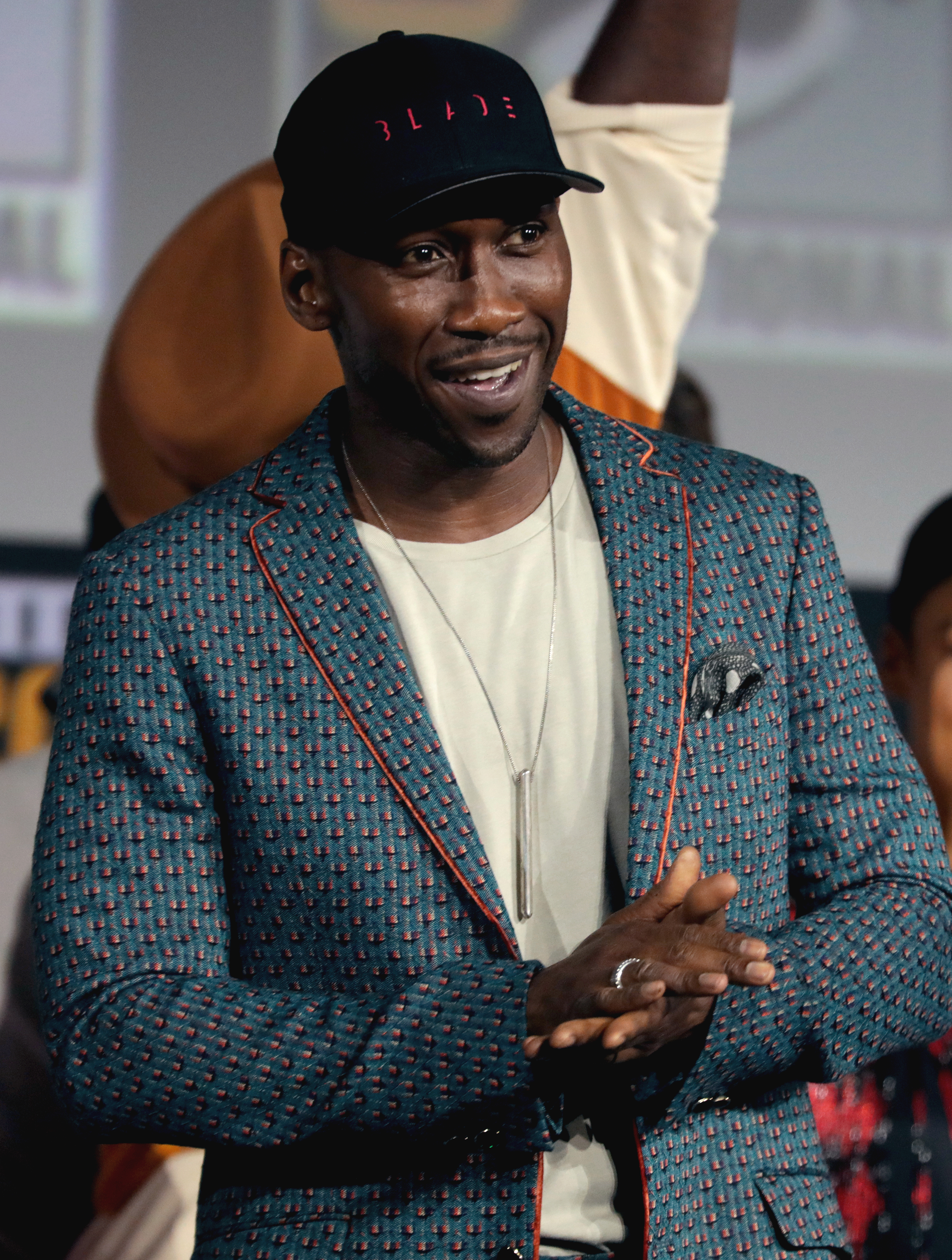
Mahershala Ali anunciando Blade en la Convención Internacional de Cómics de San Diego de 2019.

En la Comic-Con de San Diego en julio de 2011, el director creativo de Marvel Entertainment, Jo Quesada, confirmó que Marvel Studios volvió a adquirir los derechos cinematográficos de Blade de New Line Cinema, que anteriormente produjo la franquicia protagonizada por Wesley Snipes. Para mayo de 2013, Marvel había completado un guion funcional para la nueva película utilizando su propio software de creación de guiones. En julio de 2015, Snipes reveló en una entrevista que esperaba volver a interpretar el papel en una futura película cómica y que estaba en conversaciones con Marvel. Al enterarse de un posible reinicio de Blade, el actor Mahershala Ali discutió la posibilidad con Marvel inmediatamente después de Luke Cage producido por Marvel Television. Anteriormente interpretó a Cornell "Cowberry" Stokes en la primera temporada de esta serie. Marvel Television quería crear una nueva serie de televisión a partir de Blade, y Ali se adhirió al papel como fanático de la versión más oscura del personaje de Snipes. Ali pensó que el tono más oscuro encajaría con la nueva adaptación, ya que los últimos proyectos de superhéroes se han aclarado.
En octubre de 2016, el presidente de Marvel Studios, Kevin Feige, confirmó que se había hablado de que el personaje sería elegido para una serie de Netflix, pero señaló que no había planes para ello en el corto plazo. En junio de 2017, Feige reiteró que el personaje se uniría al Universo cinematográfico de Marvel (MCU) en algún momento, llamándolo un "personaje de gran legado" y señalando cómo las películas de New Line demostraron que los personajes menos conocidos de historietas pueden aparecer en películas exitosas. En agosto de 2018, Snipes reveló que había estado discutiendo el futuro del personaje con Marvel durante más de dos años y aclaró que se estaban desarrollando dos proyectos potenciales para Blade.
Poco después de que Ali ganara el Oscar al Mejor actor de reparto en Green Book, en febrero de 2019, el actor se puso en contacto con Marvel Studios y Pitched para una nueva película de Blade. En julio de 2019, en la Comic-Con de San Diego, Feige anunció oficialmente el desarrollo de la película y la participación de Ali. Feige reveló que el proyecto avanzaba debido al interés de Ali y que la película sería parte de una fase futura del UCM. Snipes se sorprendió por el anuncio, pero comentó: "¡Así es la industria del entretenimiento!". Snipes felicitó a Ali por conseguir el papel y señaló que siempre será fanático de Marvel Studios y el UCM.
El desarrollo activo comenzó a mediados de 2020, y el estudio comenzó a buscar un guionista-director para liderar el proyecto más tarde ese año. El ejecutivo de Marvel Studios, Eric Carroll, estaba produciendo la película junto con Feige en ese momento. A fines de septiembre, Ali confirmó que la película tendría un tono más oscuro que las películas anteriores del UCM. Para octubre, Marvel Studios buscaba contratar a un guionista y director por separado, y comenzó a buscar primero a un guionista. El estudio esperaba reunir un elenco y equipo principalmente negro para trabajar en la película. Stacy Osei-Kuffour fue contratada para escribir el guion en febrero de 2021 después de una "búsqueda meticulosa" de seis meses en la que Ali participó directamente. Solo se consideraron seriamente escritores negros para la película. Borys Kit de The Hollywood Reporter sintió que esto era un reflejo del compromiso de Marvel Studios con la diversidad, especialmente para proyectos que presentan personajes no blancos. Más tarde ese mes, Feige dijo que el estudio no planeaba que ninguna de sus futuras películas fuera clasificada R excepto Deadpool & Wolverine (2024), preocupando a algunos fanáticos de Blade que esperaban que la película pudiera ser clasificada R en lugar de PG-13. El rodaje estaba programado para comenzar en septiembre de 2021, y se realizaría en Trilith Studios en Atlanta, pero en mayo de 2021 se retrasó hasta julio de 2022 mientras Marvel Studios seguía trabajando en el guion.

#### Trabajos bajo la dirección de Bassam Tariq y retrasos en la producción
De marzo a junio de 2021, Marvel Studios se reunió con una lista corta de posibles directores,  centrando su búsqueda en cineastas negros como Steven Caple Jr., J. D. Dillard, Regina King y Shaka King. Albert Hughes discutió dirigir la película con Marvel Studios, pero se fue después de no estar de acuerdo con su enfoque. Se eligieron varios directores para hacer presentaciones finales, y Bassam Tariq "conquistó a todas las partes" con su visión de la película. Tariq estaba en conversaciones finales para dirigir la película a fines de julio, y había sido contratado a principios de septiembre. Tariq dijo que la película no estaría "encasillada" al adaptar elementos de cómics, ya que el personaje tiene un canon. Ali hizo una voz no acreditada cameo como Blade en la escena poscréditos de la película de la Fase Cuatro Eternals, que se estrenó en noviembre de 2021. En la escena, se pone en contacto con Dane Whitman de Kit Harington sobre la Espada Ébano.
Delroy Lindo fue elegido para un papel no revelado a fines de noviembre de 2021. Los productores querían elegirlo para el papel desde el comienzo del proceso de casting, pero se tomaron su tiempo para elegir un papel principal diferente en la película. Este último se convirtió en "uno de los papeles más codiciados de Hollywood". Feige, Tariq y otros ejecutivos se reunieron con "docenas de actores prometedores" para el papel y Aaron Pierre, que impresionó a los creativos, se convirtió en el favorito en febrero de 2022. Pierre se unió al elenco a fines de mes. En enero de 2022, el supervisor de efectos visuales de Eternals Stephane Ceretti dijo que su supervisor asistente en esa película, Mårten Larsson, serviría como supervisor de Blade "muy pronto", y le proporcionó el diseño de la Ebony Blade para usar en Blade para una mayor capacidad. La diseñadora de producción Stefania Cella estaba trabajando en la película a fines de marzo, después de trabajar en la serie Moon Knight de Marvel Studios (2022) y la película del Universo Spider-Man de Sony (SSU) Morbius (2022). El trabajo de preproducción comenzó en Atlanta entre mediados de junio y mediados de julio, cuando se programó que el rodaje comenzara en octubre de 2022 en Trilith y Tyler Perry Studios, para durar hasta enero de 2023. El rodaje también estaba programado para realizarse en Cleveland del 14 al 22 de noviembre de 2022. Se construyó un gran tren para la producción, pero finalmente se detuvo. Sin usar. Se informó que Milan Ray había sido elegida para interpretar a la hija de Blade. En la Comic-Con de San Diego de 2022, la película recibió una fecha de estreno para el 3 de noviembre de 2023, lo que la convierte en parte de la Fase Cinco del UCM. Se confirmó que el rodaje comenzaría en octubre. En agosto, Ruth E. Carter se unió como diseñadora de vestuario, después de trabajar previamente en las películas del UCM Black Panther y Black Panther: Wakanda Forever (2022).
A finales de septiembre de 2022, Tariq renunció como director debido a nuevos retrasos en la producción y diferencias creativas con Marvel Studios; el estudio ya no creía que Tariq fuera el más adecuado para la película. En declaraciones separadas, Marvel Studios y Tariq dijeron que ambos apreciaban su trabajo conjunto en la película y agregaron que Tariq seguiría siendo productor ejecutivo. El estudio había comenzado a buscar un nuevo director en ese momento. Beau DeMayo, guionista de Moon Knight y el guionista principal de la primera temporada de la serie de Marvel Studios X-Men '97 (2024), estaba reescribiendo el guion. Se decía que la versión en la que estaba trabajando era una pieza de época. La filmación estaba programada para comenzar en noviembre en ese momento. Jeff Sneider de Above the Line informó que Ali estaba frustrado con parte del desarrollo de la película, incluido el estado del guion y el hecho de que se decía que Feige estaba "demasiado disperso" con sus compromisos con el MCU más amplio. Marvel Studios suspendió temporalmente el trabajo de producción que se estaba realizando en Atlanta a principios de octubre mientras continuaban buscando un nuevo director. Se esperaba que la producción se reanudara a principios de 2023. Esto provocó que la fecha de estreno de la película se retrasara al 6 de septiembre de 2024, convirtiéndola ahora en la última película de la Fase Cinco.

#### Cambio de director a Yann Demange y más retrasos
En octubre de 2022, se informó que Ali tendría una participación importante en la nueva dirección de la película y que podrían ocurrir más reescrituras a pedido suyo. Marvel Studios se reunió con los cineastas durante varias semanas, y le presentó a Ali una lista de candidatos a director. El actor decidió buscar un nuevo director él mismo después de estar preocupado de que las opciones del estudio fueran en gran medida "no probadas" a nivel de estudio principal. Yann Demange fue elegido personalmente por Ali para el puesto, y su propuesta para la película entusiasmó a los ejecutivos. Demange fue contratado para dirigir en noviembre. Michael Starrbury fue contratado para realizar una reescritura de la primera página; Ali también estuvo involucrado en la contratación de Starrbury. Demange estaba trabajando en la preproducción en Atlanta en febrero de 2023, y la filmación estaba programada para comenzar en mayo. A fines de marzo, Sneider informó que el nuevo guion era "más simple" y eliminó elementos que se consideraron extraños, como un vínculo planeado con Eternals con el regreso de Harington como Dane Whitman. Harington dijo más tarde que un malentendido había llevado a rumores sobre su participación y que esto nunca se había planeado. Sneider también informó que algunos roles potencialmente estaban siendo reescritos, incluida la hija de Blade. Se informó que el guion de Starrbury era más oscuro que la mayoría de las películas del UCM. Mia Goth se unió al reparto en abril como Lilith, y Nic Pizzolatto se unió más tarde ese mes para trabajar en el guion del borrador de Starrbury. Ali eligió a Pizzolatto después de trabajar previamente con él mientras protagonizaba la tercera temporada de la serie True Detective (2019). Para entonces, el guion estaba ambientado en la década de 1920 y presentaba a Lilith tratando de obtener la sangre de la hija de Blade. El rodaje estaba previsto que comenzara en junio, antes de que Marvel cerrara la preproducción a principios de mayo porque Pizzolatto no tenía tiempo suficiente para trabajar en el guion antes de la huelga del Sindicato de Guionistas de Estados Unidos de 2023. Planeaban reanudar la producción después de que concluyera la huelga. En junio, la fecha de estreno de la película se retrasó hasta el 14 de febrero de 2025.
La huelga de escritores terminó a fines de septiembre de 2023. Michael Green fue contratado para escribir un nuevo borrador en noviembre, luego de informes de que Ali estaba preparado para retirarse por problemas con el guion. Tatiana Siegel en Variety informó que una versión anterior del guion se centraba en una protagonista femenina e incluía "lecciones de vida", con Blade relegado al cuarto papel principal. Starrbury dijo que este informe no reflejaba el borrador en el que trabajó antes de la huelga, y explicó que Blade había estado en "casi todas las escenas". Siegel también señaló la especulación de que Marvel Studios buscaba tener un presupuesto inferior a 100 millones de dólares para la película, lo que sería una desviación del gasto típicamente más alto del estudio, pero Sneider pronto informó que la película tendría un presupuesto similar a otras películas del UCM. Sneider también informó que el ejecutivo de Marvel Studios que supervisaba Blade ya no estaba involucrado con la película, o el estudio, debido a problemas con la producción y el guion de la película, incluido un borrador de Osei-Kuffour. Demange dijo que Marvel ahora planeaba que la película recibiera una clasificación R, y estaba emocionado de retratar a Ali con crueldad y rudeza como el personaje. Cuando la huelga SAG-AFTRA 2023 terminó a principios de noviembre, la fecha de estreno de la película se retrasó hasta el 7 de noviembre de 2025, convirtiéndola en parte de la lista de la Fase Seis del Universo Cinematográfico de Marvel de la franquicia.
Ali dijo en diciembre de 2023 que se sentía alentado con la dirección y el equipo creativo de la película, y creía que reanudarían el trabajo en breve. Después de que terminó la huelga, la mayoría de los actores previamente conocidos fueron despedidos de la película, incluidos Lindo y Pierre, aunque Goth permaneció vinculada; Pierre pronto confirmó su salida, citando los cambios creativos de la película desde su casting. En febrero de 2024, Sneider informó que el guion se había hecho realidad y Ali se sentía cómodo siguiendo adelante, desacreditando los rumores de que había abandonado la película, y luego declaró que el guion había sido revisado para presentar a Ali "simplemente matando vampiros". Demange abandonó amistosamente la película a mediados de marzo, después de que el director y el estudio se sintieran frustrados por el largo desarrollo de la película. Ali también se había sentido cada vez más frustrado por los retrasos y el director. Se esperaba que el rodaje comenzara en México a mediados de 2024 y en el Reino Unido más tarde ese año. Marvel Studios comenzó a buscar un nuevo escritor y director, con la posibilidad de contratar a un solo escritor-director. La salida de Demange se reveló a mediados de junio.

#### Nuevo trabajo y búsqueda de un tercer director
Se consideró que era poco probable que la película comenzara a producirse a tiempo para cumplir con la fecha de estreno de noviembre de 2025. Se esperaba un retraso en el estreno ya en febrero de 2024, cuando los comentaristas sintieron que Marvel Studios no lanzaría cuatro películas en 2025 como estaba programado. Esta especulación se produjo en medio de los planes más grandes de Disney para reducir el contenido, y fue fomentada por el CEO de Disney Bob Iger al no mencionar la película durante una llamada de ganancias donde discutió otros lanzamientos de Marvel para 2025. En mayo, Iger dijo que Disney solo lanzaría dos, o como máximo tres, películas de Marvel al año en el futuro. Se informó que Marvel Studios ya no sentía presión para lanzar la película luego de estos esfuerzos por reducir la producción de contenido, y el estudio estaba priorizando hacer bien la película. Se consideró que el proyecto no había recibido suficiente atención previamente debido al mandato de Disney para que Marvel Studios desarrollara demasiado su lista de producción. Eric Pearson, un escritor frecuente de Marvel Studios que era visto internamente como un "cerrador" que podía "llevar los guiones a la línea de meta", estaba reescribiendo el guion a mediados de junio. Se esperaba que trabajara en él durante los siguientes meses antes de mostrarlo a los posibles directores. El guion estaba siendo reorientado para ambientar la película en la actualidad.

### Rodaje
La fotografía principal está programada para comenzar en Trilith Studios en Atlanta, bajo el título provisional Perfect Imprints, con Matthew Libatique como director de fotografía. Se espera que la filmación en locaciones se realice en México y el Reino Unido.

## Estreno
Blade no tiene fecha de estreno.   Anteriormente estaba programado para el 3 de noviembre de 2023, el 6 de septiembre de 2024, el 14 de febrero de 2025. y luego el 7 de noviembre de 2025. Disney retiró la película de la última fecha de estreno en octubre de 2024.

## Lectura adicional
- A 'Blade' Timeline: Five Years and Counting for Marvel's Reboot With Mahershala Ali en Variety (junio de 2024) («A 'Blade' Timeline: Five Years and Counting for Marvel's Reboot With Mahershala Ali». 15 de junio de 2024.)
- Why 'Blade' Can't Cut Through Development Hell en The Hollywood Reporter (junio de 2024) («Why 'Blade' Can't Cut Through Development Hell». 20 de junio de 2024.)